# William Tubbs
William Tubbs (Milwaukee, 25 febbraio 1907 – Londra, 25 gennaio 1953) è stato un attore statunitense.

## Biografia
Caratterista scoperto da Roberto Rossellini, che vide in lui una possibilità di creare personaggi di buon spessore. Prese parte a Paisà (1946) e successivamente a La macchina ammazzacattivi (1952). Lavorò con altri noti registi, quali Mario Mattoli e Jean Renoir.
Nel cinema italiano del dopoguerra Tubbs si ritagliò un suo spazio, impersonando personaggi di ingenui americani, padri di famiglia, medici, commendatori, dirigenti sportivi.
Nel 1951 venne scelto da Steno e Mario Monicelli per interpretare una parte nel film Guardie e ladri, al fianco di Totò e Aldo Fabrizi. Sicuramente fu il personaggio più riuscito della sua carriera, quello di Mr. Locuzzo, un turista italo-americano a capo di un comitato di beneficenza a cui Totò appioppa una moneta antica (fasulla) per 50 dollari. Nel 1952 partecipò al film La carrozza d'oro con Anna Magnani.
Fece il suo ultimo film con Rossellini: Europa '51 (1952).
Morì a Londra il 25 gennaio 1953.

## Filmografia parziale
- Paisà, regia di Roberto Rossellini (1946)
- Sinfonia fatale, regia di Victor Stoloff (1947)
- La macchina ammazzacattivi, regia di Roberto Rossellini (1948)
- I pirati di Capri, regia di Giuseppe Maria Scotese (1949)
- Faddija - La legge della vendetta, regia di Roberto Bianchi Montero (1949)
- Taxi di notte, regia di Carmine Gallone (1950)
- L'inafferrabile 12, regia di Mario Mattoli (1950)
- Guardie e ladri, regia di Steno e Mario Monicelli (1951)
- Edoardo e Carolina (Édouard et Caroline), regia di Jacques Becker (1951)
- Quo vadis, regia di Mervyn LeRoy (1951)
- Tre passi a nord (Three Steps North), regia di W. Lee Wilder (1951)
- Al diavolo la celebrità, regia di Mario Monicelli, Steno (1951)
- La nostra pelle (Le Cap de l'espérance), regia di Raymond Bernard (1951)
- La rivale dell'imperatrice, regia di Jacopo Comin (1951)
- Cento piccole mamme, regia di Giulio Morelli (1952)
- La carrozza d'oro (Le Carrosse d'or), regia di Jean Renoir (1952)
- Europa '51, regia di Roberto Rossellini (1952)
- Vite vendute (Le Salair de la peur), regia di Henri-Georges Clouzot (1953)

## Doppiatori italiani
- Giorgio Capecchi in Al diavolo la celebrità, Vite vendute
- Olinto Cristina in La carrozza d'oro